# Балкански глас
„Балкански глас“ (на испански: Lа Voz Balcanica) е комунистически вестник на лявата емиграция от България и Македония, излизал в Буенос Айрес, Аржентина в 1941 - 1942 година.

## История
Започва да се издава на 1 юли 1941 година в Буенос Айрес от Никола Поповски, издавал в 1935 - 1937 година комунистическия  „Македонски глас“. На вестника сътрудничат Христо Доневски и Киро Дуков.
Вестникът спира на 9 май 1942 година, защото редакторът му Поповски смята, че СССР ще загуби войната с Германия.